# Maurice Duruflé
Maurice Duruflé (ur. 11 stycznia 1902 w Louviers, zm. 16 czerwca 1986 w Paryżu) – francuski kompozytor i organista.
W latach 1920–1928 student Konserwatorium Paryskiego, gdzie uczył się kompozycji u Paula Dukasa. Pobierał także lekcje gry na organach u Charlesa Tournemire’a i Louisa Vierne’a. Od 1930 roku był organistą w kościele St Étienne du Mont w Paryżu. Występował z koncertami we Francji, Niemczech, Austrii, Wielkiej Brytanii oraz Szwajcarii. W latach 1943–1969 był wykładowcą kompozycji w Konserwatorium Paryskim.
Skomponował m.in. Requiem na głosy solowe, chór, organy lub orkiestrę (1947), Quatre motets sur des thèmes grégoriens na chór a capella (1960), Messe „cum jubilo” na baryton, chór barytonowy i orkiestrę (1966), Prélude, récitatif et variations na flet, altówkę i fortepian (1929), ponadto liczne utwory organowe, w tym: Scherzo (1928), Prélude, adagio et choral varié sur le „Veni Creator” (1931), Suite (1934), Prélude et fugue sur le nom d’Alain (1943). Dwukrotnie (1958 i 1961) zdobył nagrodę Grand Prix du Disque.
Otrzymał order kawalera (1954) i oficera (1966) Legii Honorowej oraz kawalera (1958) i oficera (1966) Orderu Sztuki i Literatury. W 1969 roku otrzymał także krzyż oficerski Orderu Narodowego Zasługi. W 1961 roku otrzymał z rąk papieża Jana XXIII krzyż komandorski Orderu Świętego Grzegorza Wielkiego.